# Bordesholmer See
Bordesholmer See er en sø i det nordlige Tyskland, beliggende umiddelbart sydvest for Bordesholm i den centrale del af delstaten Slesvig-Holsten. Den ligger 25 moh. og har et areal på 0,7 km². Den har udløb via Stintgraben og videre til øvre del af Ejderen. 

## Lage
Den er dannet i Weichsel-istiden som en subglacial afvandingsdal. Den har ingen særlige tilløb, men får hovedsageligt sit vand fra grundvand samt nedbør. Eet kunstigt tilløb er Steingraben, som fører vand fra Einfelder See. Bordesholmer See bliver afvandet af den mod nordøstliggende Stintgraben, der via mølledammen ved Schmalsteder Mühle løber ud i Ejderen.